# Jan Christoph Wiechmann
Jan Christoph Wiechmann (* 1967 in Hamburg) ist ein deutscher Journalist.

## Leben
Jan Christoph Wiechmann studierte Geschichte, Spanisch und Germanistik in Hamburg und in Argentinien.
Nach Absolvieren der Henri-Nannen-Schule war Wiechmann erst Redakteur beim NDR und wechselte dann zum Stern. Daneben arbeitet er als freier Drehbuchautor.
Wiechmann lebt heute in New York als Reporter für den Stern.

## Werke
- Vater und Sohn allein zu Haus – Geschichten aus dem Babyjahr. München, dtv 2002, ISBN 3-423-36265-0.

## Auszeichnungen
- 1999 erhielt er den deutsch-polnischen Journalistenpreis für seine Arbeiten Das verdrängte Verbrechen und Ein Mörder in Weiß,[2] die im Stern erschienen.
- Für seine Arbeit Die Rebellen von Schloss Salem im Stern wurde er 2002 mit dem Egon-Erwin-Kisch-Preis ausgezeichnet.[3]
- 2010 erhielt er den Henri-Nannen-Preis in der Kategorie Besonders verständliche Berichterstattung für „Amerikas dunkles Geheimnis“, geschrieben mit Katja Gloger und Giuseppe Di Grazia im Stern.[4]
- 2016 wurde Wiechmann mit dem Nannen Preis für die Beste Reportage ausgezeichnet, für „Drei Krieger“, seine Reportage über den Krieg in Afghanistan aus drei verschiedenen Perspektiven.
- 2019 erhielt er zusammen mit Federico Rios den Hansel-Mieth-Preis für einen Artikel über die FARC, der 2018 im Juni-Heft der GEO erschien.[5]